# جامعة نماء للعلوم والتكنولوجيا
جامعة نماء للعلوم والتكنولوجيا هي جامعة خاصة بمدينة سوهاج الجديدة، سوهاج، مصر.

## الكليات
وتضم الكليات التالية:
- كلية الاقتصاد وإدارة الأعمال.
- كلية الحاسبات والذكاء الاصطناعي.
- كلية طب وجراحة الفم والأسنان.